# مالپیکا دی برگانتینوس
مالپیکا دی برگانتینوس (به اسپانیایی: Malpica de Bergantiños) یک دهستان اسپانیا است که در لاکرونیا واقع شده‌است.

## خصوصیات
مالپیکا دی برگانتینوس ۶۱٫۲۲ کیلومترمربع مساحت و ۶٬۲۲۸ نفر جمعیت دارد و ۳۸۷ متر بالاتر از سطح دریا واقع شده‌است.

## خواهرخوانده
شهر Noirmoutier-en-l'Île خواهرخواندهٔ مالپیکا دی برگانتینوس هست.